# Memento Homo
Memento Homo és una escultura feta en marbre per Enric Clarasó i Daudí el 1899 i que actualment en podem trobar còpies de l'original al Cementiri de Saragossa, concretament a la tomba de la família de Alberto Aladrén (1904), i al Cementiri de Montjuïc, al panteó de la família Vial i Solsona (1902).

## Història
Enric Clarasó va presentar aquesta obra a l'Exposició de París de l'any 1900 on va ser guardonat amb la medalla d'or. Tot i així, se sap que l'obra va ser elaborada l'any anterior, hi ha publicacions on s'explica en què treballava l'escultor durant aquell any i on s'hi descriu una peça que coincideix amb l'escultura Memento Homo.
Aquesta obra, va rebre altres guardons i va tenir un gran ressò entre el públic i la crítica. Gràcies a aquesta peça Clarasó va assolir el seu màxim reconeixement.

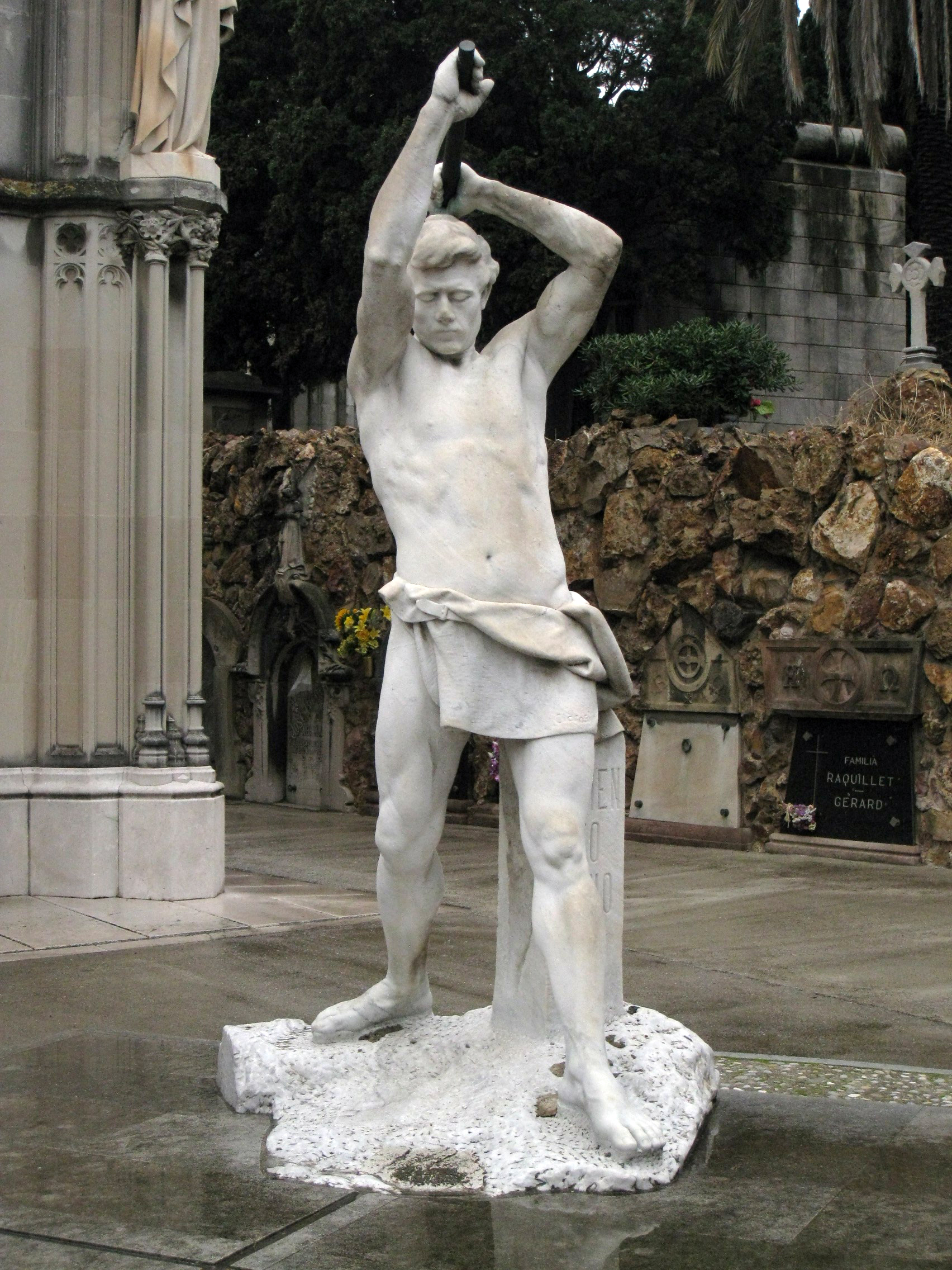
Memento Homo (1902). Panteó Vial i Solsona.

## Anàlisi
Memento Homo és una escultura funerària on s'hi representa un home cavant una tomba. El personatge és un home jove que va gairebé despullat i que estira els braços amunt amb un pic a les mans. L'artista ha captat el moment en què el personatge aixeca l'eina per agafar impuls.
En aquesta peça hi ha un gran treball pel que fa a l'anatomia, mostra tots els músculs en tensió i rigidesa. En la concepció d'aquest cos hi ha certa influència de Auguste Rodin, de qui Clarasó no en va parlar mai però segur que el coneixia i l'impressionava.
Memento Homo és una mostra de l'evolució de l'artista respecte als seus inicis, on la seva prioritat era l'escultura costumista. En l'elecció del personatge, Clarasó, en èpoques anteriors, hauria escollit la figura d'un enterramorts vestit degudament i amb tota mena de detalls anecdòtics. En canvi, en aquesta obra presenta un personatge semi-nu que permet concentrar la màxima atenció a l'acció representada. Enric Clarasó és molt encertat en l'intent de captar el moment de màxim esforç i tensió, un instant d'una acció inacabada. També sap aprofitar els efectes que produeixen la dualitat de materials combinant la pedra de la figura amb el metall del pic. Aquest pic no es tracta d'un pic real sinó que és una interpretació pròpia de l'artista.

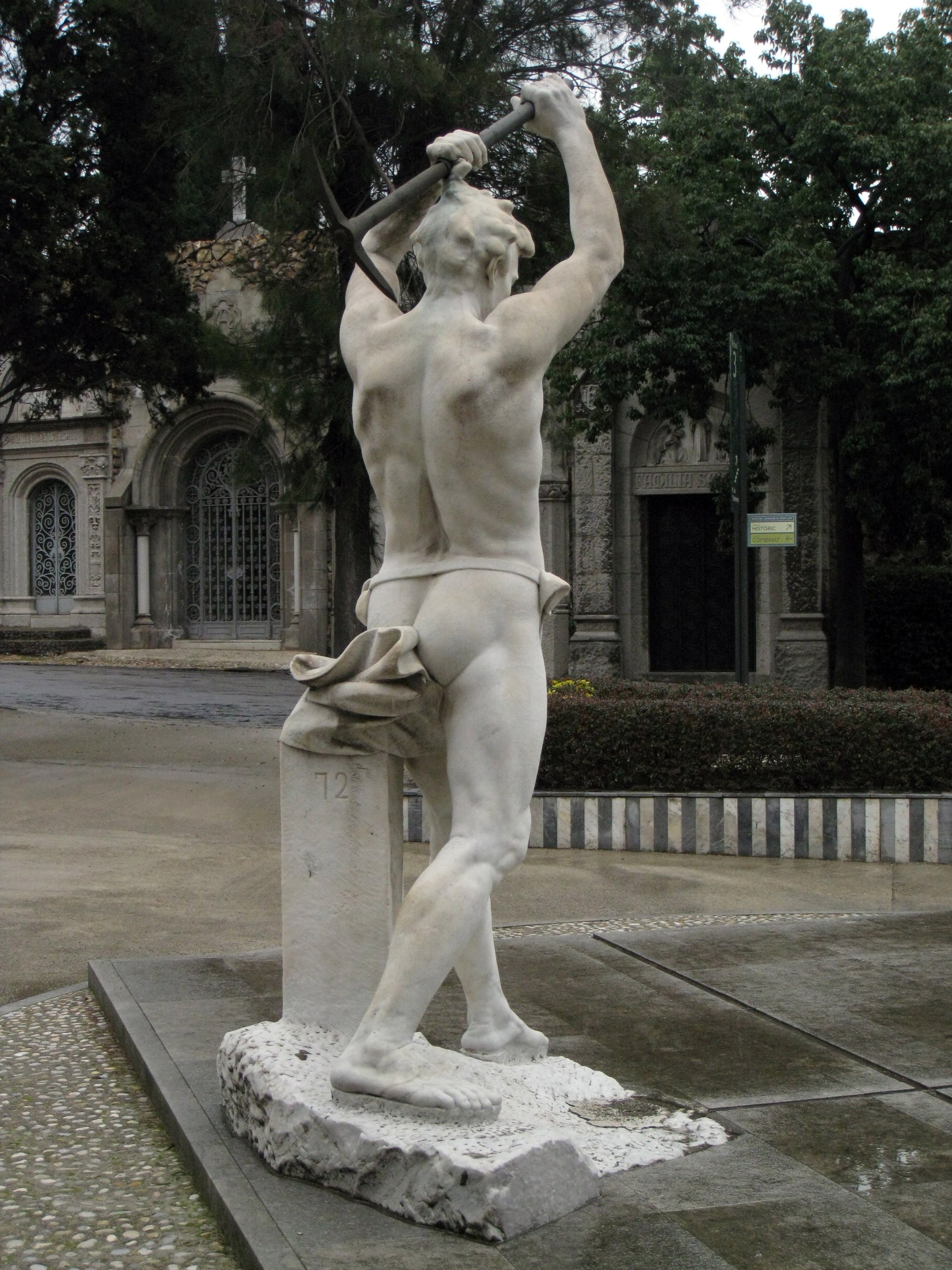
Memento Homo (1902). Panteó Vial i Solsona.

En aquesta obra també s'hi podria trobar alguna mancança pel que fa a la composició. La principal és el fet que l'obra només és vàlida des d'un punt de vista frontal. Si s'observa pel darrere, s'hi pot veure que entre les cames del personatge hi ha una base de pedra per a garantir l'estabilitat de l'escultura.
Allò més significatiu de l'obra és com Enric Clarasó va presentar de forma innovadora el tema del treball, ja representat per altres artistes, però no d'aquesta manera en l'escultura catalana. Clarasó aconsegueix sublimar el treball, plasmant un treball rude i vulgar en una figura bella.